# Hemenway
Hemenway（ヘメンウェイ）は、日本のロックバンド。バークリー音楽大学の卒業生4人で構成されており、2011年にメジャー・デビューを果たした。所属芸能事務所はアミューズ、所属レコードレーベルはキューンミュージック。

## メンバー
Isaac（アイザック）
ボーカル&ギター担当。
1987年5月13日生まれ。ソウル出身で、12歳のときにアメリカ合衆国に移住した韓国系アメリカ人。バークリー音楽大学ではソングライティングを専攻する。
Charm（チャーム）
ギター担当。
1987年4月21日生まれ。ソウル出身で、8歳のときにアメリカ合衆国に移住した韓国系アメリカ人。バークリー音楽大学ではギターを専攻する。
Ogaching（オガチン）
ベース担当。
1979年3月29日生まれ。神奈川県出身の日本人。バークリー音楽大学ではベースとジャズコンポジションを専攻する。
Toshi（トシ）
ドラムス担当。
1981年10月29日生まれ。大阪府出身の日本人。バークリー音楽大学ではドラムを専攻する。

## 来歴
バークリー音楽大学に在学中、CharmとToshiはルームメイトであり、OgachingはToshiとバンドを組んで活動していた。
2008年にバークリー音楽大学を卒業した後、CharmとIsaacはロサンゼルスでソングライティング・チームを結成し、2010年夏に来日する。その際、渋谷でCharmとToshiが再会したことをきっかけに4人でバンドを結成する。
2011年11月2日、シングル「Listen」をリリースしてメジャー・デビューを果たす。その後、2012年3月に初のワンマンライブ「Everybody, Listen!」を開催し、7月には「Japan Expo 2012」に出演し、初めて日本国外でライブを行った。また、2013年1月から同年10月まで、配信限定シングル10ヶ月連続リリースを行い、12月25日には、1stアルバム「The Music」をリリースした。
2014年3月24日、メンバーそれぞれの目指す音楽の理想や方向性の違いから解散を表明。

## 音楽性
バークリー音楽大学で学んだ音楽理論や技術に裏打ちされた、質の高い楽曲と演奏力が持ち味。日本語・英語・韓国語の3ヶ国語に通じており、一例としてデビュー曲「Listen」には日本語詞と英語詞という2種類の歌詞が存在する。
曲作りは主にIsaac とCharmが担当している。2人は日本の音楽について「メロディが好き」と発言しており、Hemenwayの楽曲のメロディも非常にキャッチーなものとなっている。

## 参加作品
- 『L'Arc〜en〜Ciel TRIBUTE』（2012年6月13日発売）
  - 「Caress of Venus」を担当[12]。

## タイアップ一覧
| 使用年 | 曲名           | タイアップ                                                                   |
| ------ | -------------- | ---------------------------------------------------------------------------- |
| 2011年 | Listen         | テレビ朝日系『ストリートファイターズ』2011年11月度エンディング・セレクション |
| 2011年 | Listen         | テレビ東京系『JAPAN COUNTDOWN』2011年11月度エンディングテーマ                |
| 2012年 | バイマイサイド | テレビ東京系アニメ『NARUTO -ナルト- 疾風伝』エンディングテーマ               |
| 2012年 | Escape         | TBS系アニメ『エウレカセブンAO』オープニングテーマ                            |
| 2013年 | スタート革命   | テレビ東京系アニメ『デュエル・マスターズ ビクトリーV3』オープニングテーマ    |

## ミュージックビデオ
| 監督       | 曲名 |
| 清水康彦   | 「バイマイサイド」 |
| 須藤カンジ | 「Listen」「スタート革命」「半分人間」                                                                                     |
| 不明       | 「Escape」「フューチャー考察」「The Music」「幻想とダンス」「Will You Stay?」(田野アサミが出演)「Caress of Venus」「祈り」 |

## ワンマンライブ
| 名前                    | 日付           | 会場                           |
| ----------------------- | -------------- | ------------------------------ |
| Everybody, Listen!      | 2012年3月16日  | 大阪・福島LIVE SQUARE 2nd LINE |
| Everybody, Listen!      | 2012年3月30日  | 東京・Shibuya O-Crest          |
| Welcome to Hemenway St. | 2012年12月7日  | 愛知・名古屋ell.SIZE           |
| Welcome to Hemenway St. | 2012年12月9日  | 大阪・福島LIVE SQUARE 2nd LINE |
| Welcome to Hemenway St. | 2012年12月14日 | 東京・Shibuya WWW              |

### 主な出演ライブ
- 2012年03月20日 - MbS×I ♥ RADIO 786「SANUKI ROCK COLOSSEUM 〜BUSTA CUP 3rd round〜」
- 2012年04月11日 - キューン20 イヤーズ&デイズ
- 2012年04月13日 - Under the Shoes Vol.4
- 2012年04月30日 - Niigata Rainbow ROCK Market 2012
- 2012年07月07日,8日 - JAPAN EXPO 2012
- 2012年08月03日 - ROCK IN JAPAN FESTIVAL 2012
- 2012年08月18日 - SUMMER SONIC 2012
- 2012年09月01日 - SPACE SHOWER SWEET LOVE SHOWER 2012
- 2012年10月07日 - テレビ朝日ドリームフェスティバル2012
- 2012年10月13日 - MINAMI WHEEL 2012
- 2013年06月09日 - LACHIC presents SAKAE SP-RING 2013
- 2013年07月13日 - Amuse 35th Anniversary BBQ in つま恋〜僕らのビートを喰らえコラ！〜
- 2013年07月21日 - JOIN ALIVE
- 2013年08月02日 - Incheon Pentaport Rock Festival 2013
- 2013年08月25日 - MONSTER baSH 2013
- 2013年10月05日 - MEGA★ROCKS 2013
- 2013年10月13日 - MINAMI WHEEL 2013
- 2013年12月31日 - COUNTDOWN JAPAN 13/14
- 2013年12月29日 - FM802 ROCK FESTIVAL RADIO CRAZY
- 2014年01月23日 - NHK総合「MUSIC JAPAN」
- 2014年03月15日 - HAPPY JACK 2014